# Lauterbrunnen
Lauterbrunnen (toponimo tedesco) è un comune svizzero di 2 350 abitanti del Canton Berna, nella regione dell'Oberland (circondario di Interlaken-Oberhasli).

## Geografia fisica

Veduta della Lauterbrunnental

È il comune principale della Lauterbrunnental.

## Storia
Nel 1973 ha inglobato il comune soppresso di Isenfluh.

## Monumenti e luoghi d'interesse
- Chiesa riformata, eretta nel 1487-1488[1];
- Rifugio Rottalhütte;
- Cascata di Staubbach;
- Cascate di Trümmelbach.

## Società

### Evoluzione demografica
L'evoluzione demografica è riportata nella seguente tabella (dal 1980 con Isenfluh):
Abitanti censiti

### Lingue
Nel comune, oltre al tedesco viene parlato anche il walser.

## Geografia antropica
Le frazioni di Lauterbrunnen sono:
- Gimmelwald
- Isenfluh[3]
  - Sulwald
- Mürren[4]
- Stechelberg
- Wengen[5]

## Economia
Lauterbrunnen è un comune a forte vocazione turistica, sia estiva (alpinismo, escursionismo) sia invernale (sport invernali).

## Infrastrutture e trasporti

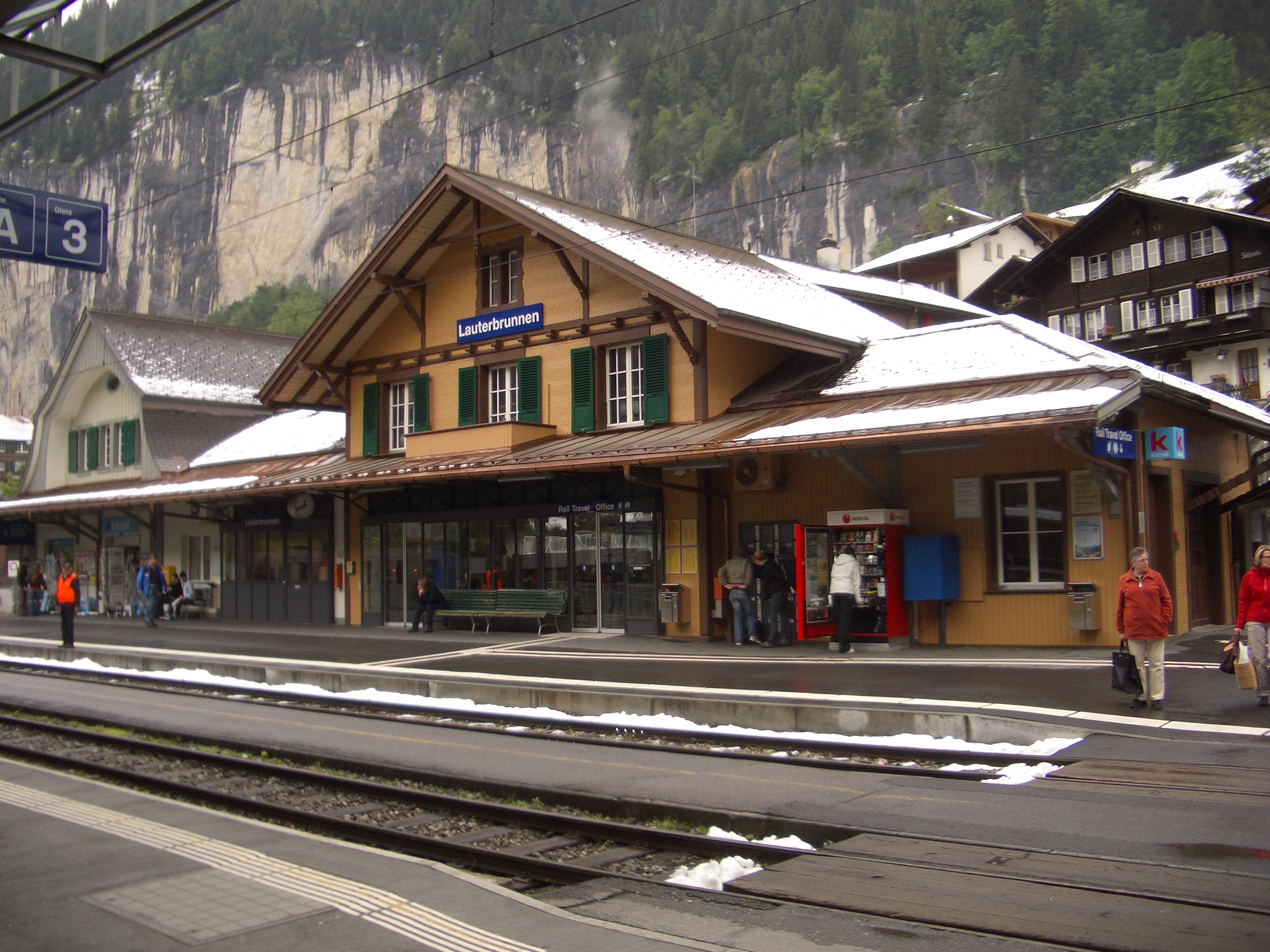
La stazione di Lauterbrunnen

Lauterbrunnen è servito da diverse stazioni sulle ferrovie dell'Oberland bernese e della Jungfrau.

## Amministrazione
Ogni famiglia originaria del luogo fa parte del cosiddetto comune patriziale e ha la responsabilità della manutenzione di ogni bene ricadente all'interno dei confini del comune.

## Sport

### Base jumping
Lauterbrunnen è una delle zone dove maggiormente viene praticato il base jumping, e anche il luogo dove avvengono il maggior numero di incidenti mortali in questo sport: nel 2013, si calcolava che 15% degli incidenti mortali fossero avvenuti qui, percentuale che saliva al 23% considerando gli incidenti mortali di base jumper con la tuta alare.

### Sci alpino

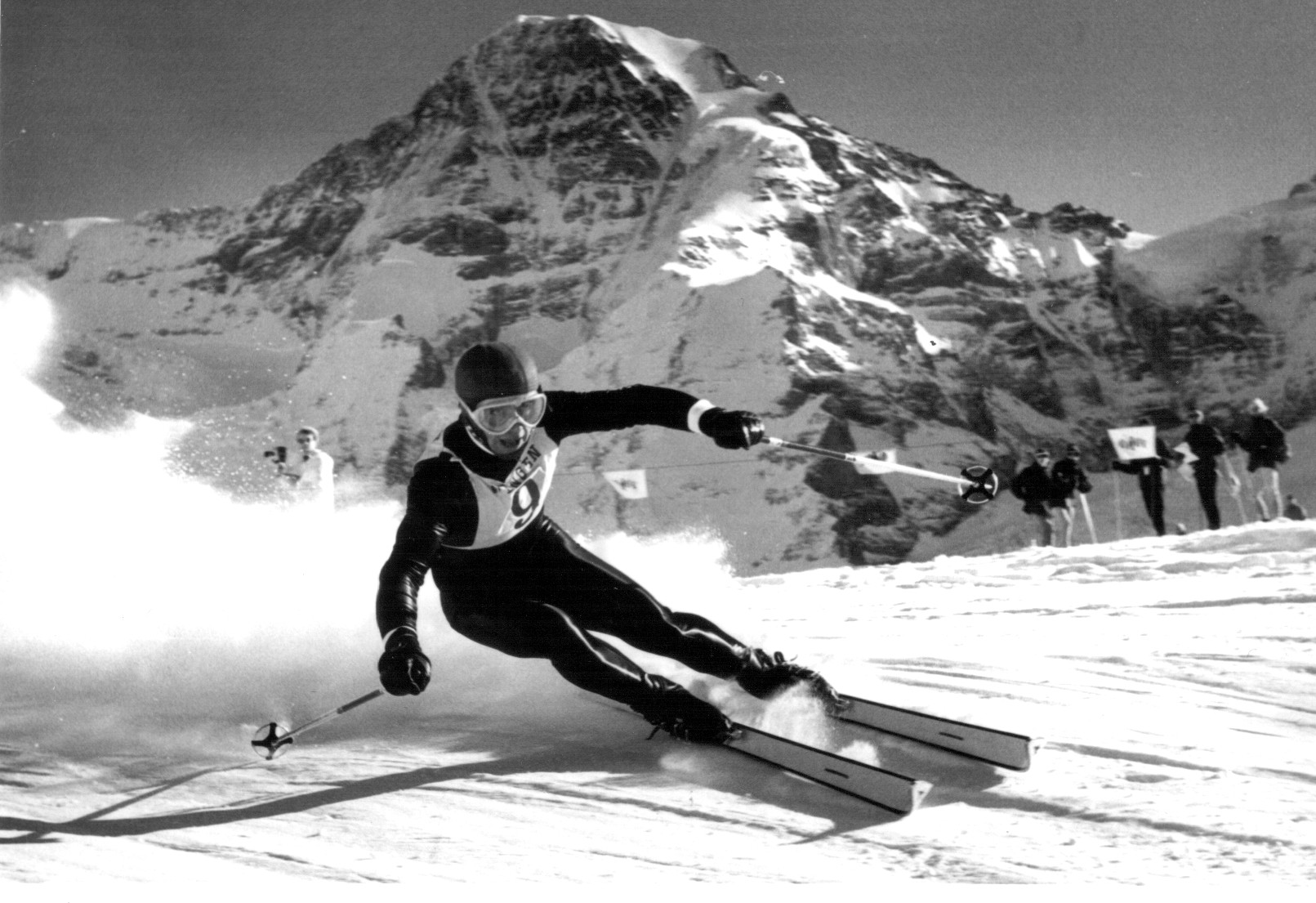
Karl Schranz sulla pista Lauberhorn nel 1966, con il Mönch alle spalle

Dal 1930 Wengen ospita una classica dello sci alpino, il Trofeo del Lauberhorn, inserita in seguito nel circuito della Coppa del Mondo; a Mürren si sono disputati i Campionati mondiali del 1931 e del 1935.